# Asesinato en el campo de golf
Asesinato en el campo de golf es una novela de la escritora británica Agatha Christie, escrita en 1923.

## Argumento
Hastings, el fiel amigo de Poirot, es el narrador de esta historia compleja y llena de sorpresas.
Poirot recibe una carta de Francia con una petición de ayuda: el Sr. Renauld teme que su vida corra peligro, sin dejar claros los detalles de la situación, y pide a Poirot que lo visite para investigar los acontecimientos. Poirot invita a su amigo Hastings y ambos parten inmediatamente para Merlinville-sur-Mer, en el litoral francés.
Sin embargo, Poirot llega con retraso, pues Renauld es asesinado la noche antes: su cuerpo es encontrado por algunos hombres que estaban trabajando en un campo de golf vecino. Incluso sin haber podido hablar ya con su cliente, Poirot decide investigar junto con los detectives de la policía francesa, no sin antes criticar sus métodos. Poirot piensa que, a diferencia de uno de los personajes de la historia, el comisario Giraud de la Sûreté de París, un verdadero investigador no debe perder tiempo buscando huellas o colillas de cigarro y sí poner en funcionamiento sus "células grises" para comprender la dinámica de los hechos.
Poirot descubre que este crimen es muy parecido a otro asesinato acontecido años atrás y sabe muy bien que un criminal no cambia la esencia de sus métodos. La historia se complica cuando el arma del crimen desaparece, y para empeorar la cosa se descubre el cadáver de un hombre desconocido.
La policía francesa desconfía del hijo de Renauld y todos los indicios apuntan en su dirección. No obstante, Poirot quiere aclarar todos los puntos oscuros de esta historia, descubriendo el papel que desempeña cada uno de los involucrados: la vecina, que al parecer chantajeaba al Sr. Renauld, su hija, una bella joven que llama poderosamente la atención de Hastings, otra joven que había sido prometida del joven Renauld, la esposa del propio Renauld, el hombre desconocido encontrado muerto. 
- Datos: Q542293